# لیکویو استیتس (جورجیا)
لیکویو استیتس (به انگلیسی: Lakeview Estates) یک منطقهٔ مسکونی در ایالات متحده آمریکا است که در شهرستان راکدیل، جورجیا واقع شده‌است. لیکویو استیتس ۱٫۵ کیلومتر مربع مساحت و ۲٬۶۳۷ نفر جمعیت دارد و ۲۴۰ متر بالاتر از سطح دریا واقع شده‌است.